# Марш на Дрину (филм)
Марш на Дрину је југословенски ратни филм из 1964. године, режисера и косценаристе Жике Митровића. Радња филма заснована је на историјском догађају, Церској бици, али филм није хроника битке већ прати дејства једне артиљеријске батерије Комбиноване дивизије и духовна стања њених војника који потичу из различитих слојева српског друштва на почетку 20. века.
Као предтекст за филм, коришћена је и приповетка Пробој Радоја Јанковића из 1926. године.

## Радња
Филм почиње објављивањем опште мобилизације у Србији. Артиљеријски поручник Веселин „Веца”, који потиче из богате банкарске породице, распоређен је у артиљеријску батерију. У прошлом рату, био је члан једне комисије која је набављала топове. Његова породица и сада жели да га постави у ту комисију, али он жели да се прикључи батерији, и крене у рат.
Батерија у којој је Веца распоређен се спремила за покрет. Налазе се у Аранђеловцу, док њихови команданти имају састанак, на коме пешадијски мајор Курсула износи своје мишљење да ће главни напад Аустроугарска извршити преко реке Дрине, а не преко реке Саве, како је било очекивано. 
- 10. август 1914: артиљеријска батерија је у Аранђеловцу, очекујући наређења својих заповедника, који се налазе на састанку.
- 14. август 1914: батерија улази у Лазаревац, где кратко борави, и креће даље. Истог дана дивизија се прикупља у Убу, чекајући даља наређења. Врховна команда српске војске одбацује идеју да ће главни напад Аустроугарска извести преко реке Саве, и зато дивизију упућује према Дрини.
- 15. август 1914: батерија избија у подножје Цера.
- 16. август 1914: Комбинована дивизија отпочиње борбу. Непријатељи их нападају изненада, што их приморава на повлачење са положаја. У повлачењу се један топ заглавио у блату. Поручник Веца наређује да се топ остави на Церу, да би војници спасили животе. Један наредник из батерије брзо размонтира топ, тако да га непријатељ не може користити. По повлачењу, мајор Курсула одлази у село Текериш, где борави врховна команда српске војске, и подноси извештај команданту армије генералу Степи Степановићу. По подне, војска опет креће у против-напад, успева да одбије непријатеља, и гони га све до Дрине.

## Улоге
| Глумац                  | Улога                                                         |
| ----------------------- | ------------------------------------------------------------- |
| Александар Гаврић       | артиљеријски капетан прве класе Коста Хаџи-Вуковић „Бата Коле |
| Љуба Тадић              | пешадијски мајор Курсула „Баџа”                               |
| Никола Јовановић        | артиљеријски поручник Веселин Хаџи-Вуковић „Веца”             |
| Владимир Поповић        | артиљеријски потпоручник Милоје Станојевић „Професор”         |
| Хусеин Чокић            | наредник                                                      |
| Драгомир Бојанић Гидра  | каплар Јанићије                                               |
| Зоран Радмиловић        | коцкар „Боги” Петровић                                        |
| Бранислав Цига Јеринић  | Алекса                                                        |
| Бранко Плеша            | пешадијски пуковник Здравко Лукић                             |
| Љубиша Јовановић        | генерал Степа Степановић                                      |
| Петре Прличко           | кувар Трајко                                                  |
| Божидар Дрнић           | Трифун Хаџи-Вуковић                                           |
| Страхиња Петровић       | теча Лаза                                                     |
| Ружица Сокић            | жена на прозору                                               |
| Предраг Тасовац         | Новотни, аустро-угарски подофицир, Чех                        |
| Предраг Милинковић      | болничар                                                      |
| Љубица Голубовић        | Костина жена                                                  |
| Растко Тадић            | сељак на колима                                               |
| Божидар Павићевић Лонга | Курсулин ађутант                                              |
| Павле Богатинчевић      |                                                               |
| Богдан Михаиловић       | младожења Румени                                              |
| Миомир Радевић Пиги     | артиљерац који обедује                                        |
| Милорад Миша Волић      |                                                               |
| Драгомир Станојевић     |                                                               |

## Занимљивости
Лик пуковника Здравка Лукића, команданта Комбиноване дивизије из састава Друге армије у стварности представља генерала Михаила Рашића. Сценариста и редитељ су највероватније хтели да избегну дуализам на сету да два генерала командују у армији па су увели овај измишљени лик и деградирали га за чин ниже што представља историјску нетачност. Еполете Здравка Лукића одступају од прописа у дужини док остали официри имају величину еполета по пропису, што такође представља нетачност.
Лик артиљеријског поручника Веселина Хаџи-Вуковића званог Веца, сценариста Арсен Диклић засновао је делимично на биографским подацима о артиљеријском поручнику Кости Илићу Турчину, иначе, једном од главних ликова романа Српска трилогија писца Стевана Јаковљевића.
Лик артиљеријског капетана прве класе Косте Хаџи-Вуковића, званог Бата Коле, сценариста Арсен Диклић засновао је делимично на биографским подацима о артиљеријском капетану (будућем бригадном генералу) Драгомиру Раденковићу, који је током рата командовао артиљеријском батеријом при Комбинованој дивизији која је и учинила тај подвиг који се нашао у филму.
Сцена у којој један од војника, кога тумачи Зоран Радмиловић, хвата неексплодирану аустријску гранату, да би по темпирању открио где се налази скривена аустријска хаубица је преузето као детаљ за филм из књиге „Деветсточетрнаеста” из серијала Српска триологија од Стевана Јаковљевића.

## Културно добро
Југословенска кинотека је, у складу са својим овлашћењима на основу Закона о културним добрима, 28. децембра 2016. године прогласила сто српских играних филмова (1911—1999) за културно добро од великог значаја. На тој листи се налази и филм Марш на Дрину.